# Erica terminalis
Erica terminalis là một loài thực vật có hoa trong họ Thạch nam. Loài này được Salisb. mô tả khoa học đầu tiên năm 1796.

## Hình ảnh

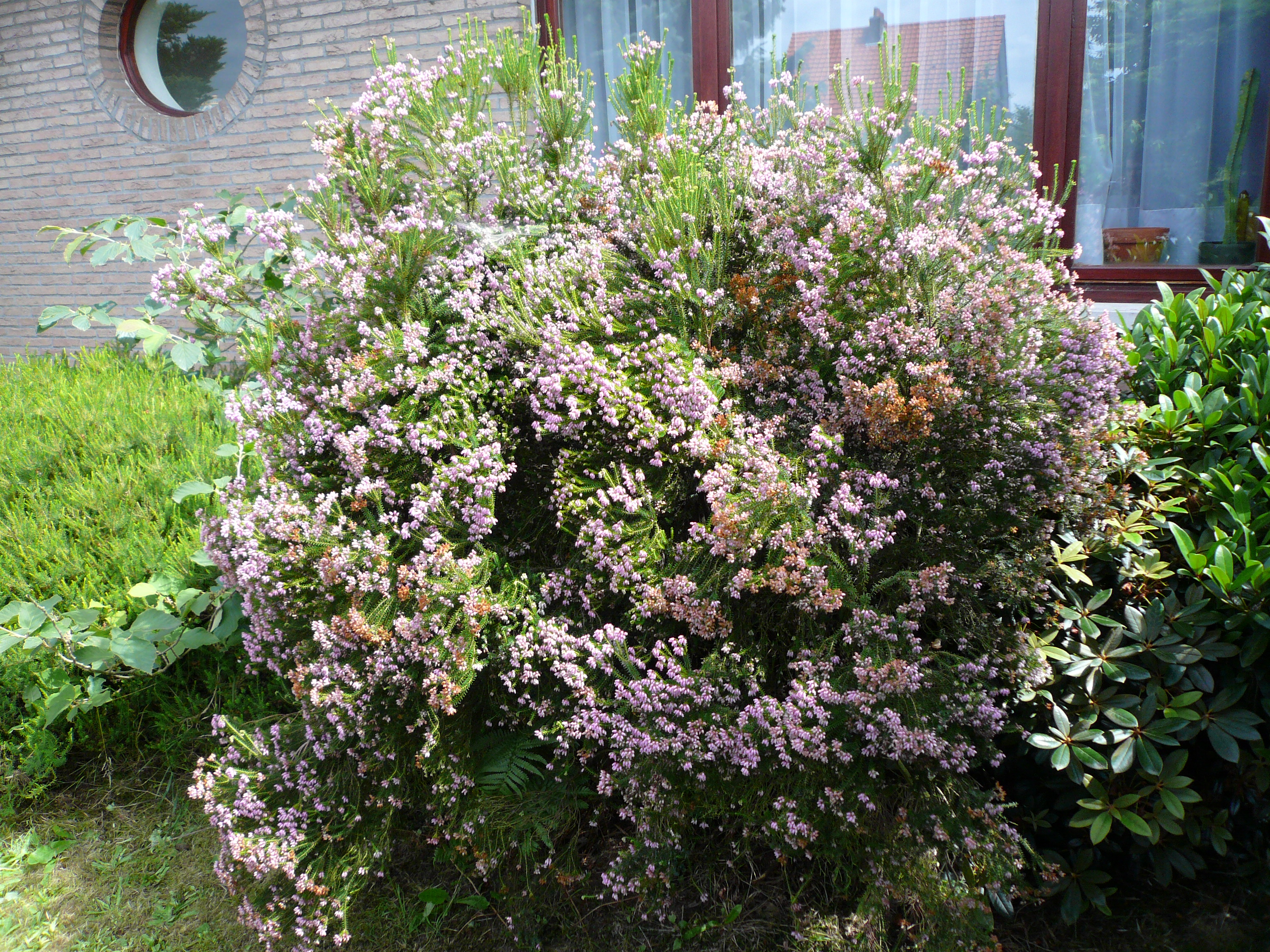
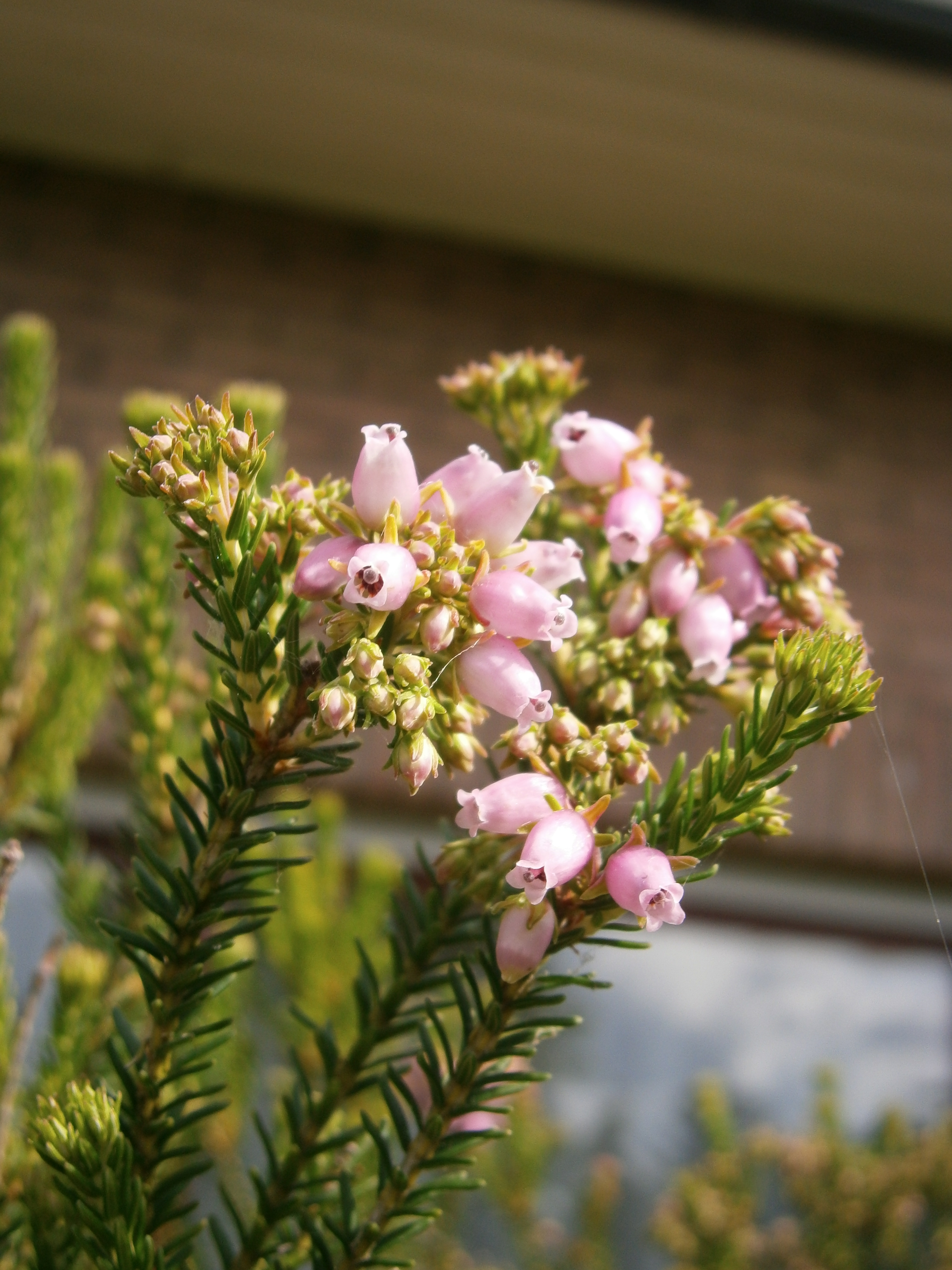
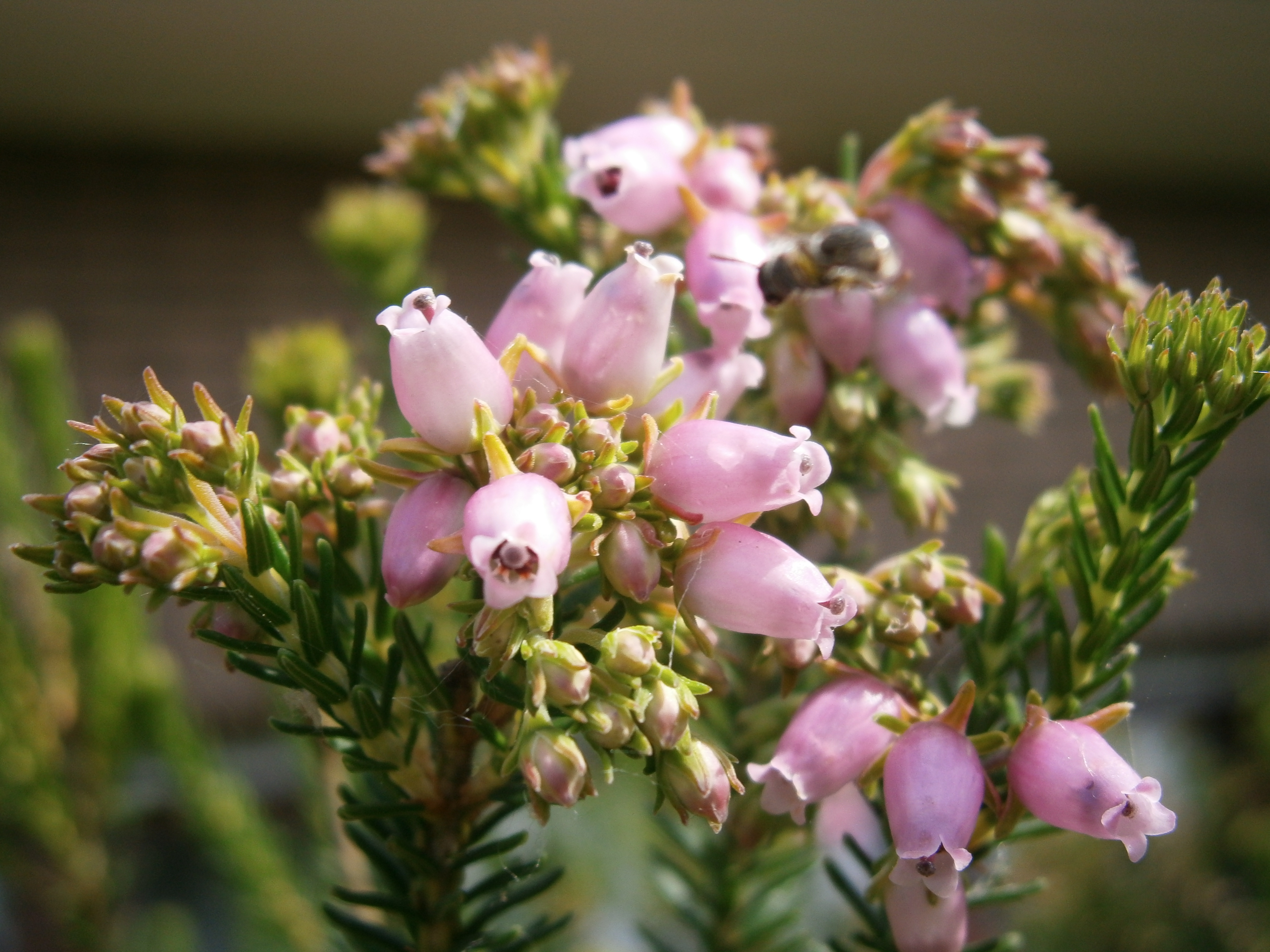